# Творкі (Груєцький повіт)
Творкі (пол. Tworki) — село в Польщі, у гміні Ясенець Груєцького повіту Мазовецького воєводства.
Населення — 119 осіб (2011).
У 1975-1998 роках село належало до Радомського воєводства.

## Демографія
Демографічна структура станом на 31 березня 2011 року:
|          | Загалом | Допрацездатний вік | Працездатний вік | Постпрацездатний вік |
| -------- | ------- | ------------------ | ---------------- | -------------------- |
| Чоловіки | 63      | 18                 | 36               | 9                    |
| Жінки    | 56      | 13                 | 24               | 19                   |
| Разом    | 119     | 31                 | 60               | 28                   |